# 21821 Billryan
21821 Billryan è un asteroide della fascia principale. Scoperto nel 1999, presenta un'orbita caratterizzata da un semiasse maggiore pari a 2,9395960 UA e da un'eccentricità di 0,0841386, inclinata di 2,88517° rispetto all'eclittica.
L'asteroide è dedicato all'astronomo statunitense William H. Ryan.